# Cistícola xerraire
La cistícola xerraire (Cisticola anonymus) és una espècie d'ocell de la família dels cistícolis. Es troba a Angola, Camerun, República Centreafricana, República del Congo, República Democràtica del Congo, Guinea Equatorial, el Gabon, Nigèria i Sierra Leone. Els seus hàbitats naturals són la sabana seca i els pantans.